# Ottesång
Ottesång är en tidig gudstjänst motsvarande den katolska matutinen, som fanns redan under medeltiden. Enligt kyrkolagen från 1686 skulle ottesång firas i ottan, det vill säga tidigt på morgonen, varje söndag med Te Deum och en predikan över ett stycke ur katekesen. Ottesången användes under 1600- och 1700-talen till att förhöra sockenungdomarna på deras bibelkunskaper. Konfirmationsundervisningen, som infördes 1811, kom att ersätta förhören.